# WWE Draft (2016)
WWE Draft 2016 fue la octava edición del Draft de la empresa de lucha libre profesional WWE. El evento se realizó el martes 19 de julio de 2016 en un show especial de SmackDown durante 2 horas en Worcester, Massachusetts. Participaron en este Draft, las 2 marcas de la WWE: RAW y SmackDown. Fue la primera vez que WWE hizo un Draft para su roster después de 5 años.

## Antecedentes
En el episodio del 11 de julio de Raw, Vince McMahon designó a Shane McMahon como comisionado de SmackDown y a Stephanie McMahon como Comisionada de Raw.
En el episodio del 18 de julio de Raw, Stephanie McMahon designó a Mick Foley como gerente general de Raw y Shane McMahon designó a Daniel Bryan como Gerente General de SmackDown.

## Reglas del Draft
- Raw tenía la primera selección.
- Raw tenía 3 selecciones por cada 2 de SmackDown debido a que Raw tiene 3 horas de programa y SmackDown 2 horas
- Los equipos contaban como una selección, a menos que el comisionado/gerente general solo quisieran a un miembro del equipo.
- Se permitirían seis selecciones del roster de NXT.

## Resultados
- John Cena (con Enzo Amore & Big Cass) derrotó a Luke Gallows (con AJ Styles & Karl Anderson).
  - Cena cubrió a Gallows después de un «Attitude Adjustment».
- Darren Young & Zack Ryder (con Bob Backlund) derrotaron a Rusev & The Miz (con Lana & Maryse). 
  - Young forzó a The Miz a rendirse con un «Crossface Chickenwing».
- Bray Wyatt (con Erick Rowan & Braun Strowman) derrotó a Xavier Woods (con Big E & Kofi Kingston).
  - Wyatt cubrió a Woods después de un «Sister Abigail».
- La lucha entre Kane y Kevin Owens no se llevó a cabo.
  - La lucha no pudo iniciar debido a que Sami Zayn atacó a Owens antes de que entrara al ring.
  - Posteriormente, Kane aplicó una «Chokeslam» simultánea a Zayn y Owens.
- Charlotte & Dana Brooke derrotaron a Sasha Banks en un Handicap Match.
  - Charlotte cubrió a Banks después de un «Natural Selection».
- Chris Jericho derrotó a Cesaro.
  - Jericho cubrió a Cesaro después de un «Codebreaker»
- Alicia Fox y Natalya terminaron sin resultado.
  - La lucha terminó sin resultado debido a que Becky Lynch atacó a Natalya.
- Dean Ambrose derrotó a Seth Rollins y retuvo el Campeonato de la WWE.
  - Ambrose cubrió a Rollins después de un «Dirty Deeds».

## Selecciones de Draft

### Selecciones de Draft en SmackDown Live
| Ronda | Sel. # | Marca     | Selección Marca # | Luchador/a                                        | Notas                                                 |
| ----- | ------ | --------- | ----------------- | ------------------------------------------------- | ----------------------------------------------------- |
| 1     | 1      | Raw       | 1                 | Seth Rollins                                      |                                                       |
| 1     | 2      | SmackDown | 1                 | Dean Ambrose                                      | Campeón Mundial de la WWE                             |
| 1     | 3      | Raw       | 2                 | Charlotte                                         | Campeona Femenina WWE                                 |
| 1     | 4      | SmackDown | 2                 | AJ Styles                                         |                                                       |
| 1     | 5      | Raw       | 3                 | Finn Bálor                                        | (Selección de NXT)                                    |
| 2     | 6      | Raw       | 4                 | Roman Reigns                                      |                                                       |
| 2     | 7      | SmackDown | 3                 | John Cena                                         |                                                       |
| 2     | 8      | Raw       | 5                 | Brock Lesnar (con Paul Heyman)                    | (Selección con Mánager)                               |
| 2     | 9      | SmackDown | 4                 | Randy Orton                                       |                                                       |
| 2     | 10     | Raw       | 6                 | The New Day (Big E, Kofi Kingston & Xavier Woods) | Campeones en Parejas WWE (Selección de Equipo)        |
| 3     | 11     | Raw       | 7                 | Sami Zayn                                         |                                                       |
| 3     | 12     | SmackDown | 5                 | Bray Wyatt                                        |                                                       |
| 3     | 13     | Raw       | 8                 | Sasha Banks                                       |                                                       |
| 3     | 14     | SmackDown | 6                 | Becky Lynch                                       |                                                       |
| 3     | 15     | Raw       | 9                 | Chris Jericho                                     |                                                       |
| 4     | 16     | Raw       | 10                | Rusev (con Lana)                                  | Campeón de los Estados Unidos (Selección con Mánager) |
| 4     | 17     | SmackDown | 7                 | The Miz (con Maryse)                              | Campeón Intercontinental (Selección con Mánager)      |
| 4     | 18     | Raw       | 11                | Kevin Owens                                       |                                                       |
| 4     | 19     | SmackDown | 8                 | Baron Corbin                                      |                                                       |
| 4     | 20     | Raw       | 12                | Enzo Amore & Big Cass                             | (Selección de Equipo)                                 |
| 5     | 21     | Raw       | 13                | Luke Gallows & Karl Anderson                      | (Selección de Equipo)                                 |
| 5     | 22     | SmackDown | 9                 | American Alpha (Chad Gable & Jason Jordan)        | (Selección de Equipo de NXT)                          |
| 5     | 23     | Raw       | 14                | The Big Show                                      |                                                       |
| 5     | 24     | SmackDown | 10                | Dolph Ziggler                                     |                                                       |
| 5     | 25     | Raw       | 15                | Nia Jax                                           | (Selección de NXT)                                    |
| 6     | 26     | Raw       | 16                | Neville                                           |                                                       |
| 6     | 27     | SmackDown | 11                | Natalya                                           |                                                       |
| 6     | 28     | Raw       | 17                | Cesaro                                            |                                                       |
| 6     | 29     | SmackDown | 12                | Alberto Del Rio                                   |                                                       |
| 6     | 30     | Raw       | 18                | Sheamus                                           | (Última Selección Televisada)                         |

### Selecciones de Draft por WWE Draft Center Live en WWE Network
| Ronda | Sel. # | Marca        | Selección Marca # | Luchador/a                                        | Notas                   |
| ----- | ------ | ------------ | ----------------- | ------------------------------------------------- | ----------------------- |
| 7     | 31     | Raw          | 19                | Golden Truth (Goldust & R-Truth)                  | (Selección de Equipo)   |
| 7     | 32     | SmackDown    | 13                | The Usos (Jey Uso & Jimmy Uso)                    | (Selección de Equipo)   |
| 7     | 33     | Raw          | 20                | Titus O'Neil                                      |                         |
| 7     | 34     | SmackDown    | 14                | Kane                                              |                         |
| 7     | 35     | Raw          | 21                | Paige                                             |                         |
| 8     | 36     | Raw          | 22                | Darren Young (con Bob Backlund)                   | (Selección con Mánager) |
| 8     | 37     | SmackDown    | 15                | Kalisto                                           |                         |
| 8     | 38     | Raw          | 23                | Sin Cara                                          |                         |
| 8     | 39     | SmackDown    | 16                | Naomi                                             |                         |
| 8     | 40     | Raw          | 24                | Jack Swagger                                      |                         |
| 8     | 41     | SmackDown    | 17                | The Ascension (Konnor & Viktor)                   | (Selección de Equipo)   |
| 9     | 42     | Raw          | 25                | The Dudley Boyz (Bubba Ray Dudley & D-Von Dudley) | (Selección de Equipo)   |
| 9     | 43     | SmackDown    | 18                | Zack Ryder                                        |                         |
| 9     | 44     | Raw          | 26                | Summer Rae                                        |                         |
| 9     | 45     | SmackDown    | 19                | Apollo Crews                                      |                         |
| 9     | 46     | Raw          | 27                | Mark Henry                                        |                         |
| 9     | 47     | SmackDown    | 20                | Alexa Bliss                                       | (Selección de NXT)      |
| 10    | 48     | Raw          | 28                | Braun Strowman                                    |                         |
| 10    | 49     | SmackDown    | 21                | Breezango (Tyler Breeze & Fandango)               | (Selección de Equipo)   |
| 10    | 50     | Raw          | 29                | Bo Dallas                                         |                         |
| 10    | 51     | SmackDown    | 22                | Eva Marie                                         |                         |
| 10    | 52     | Raw          | 30                | The Shining Stars (Primo & Epico)                 | (Selección de Equipo)   |
| 10    | 53     | SmackDown    | 23                | The Vaudevillains (Aiden English & Simon Gotch)   | (Selección de Equipo)   |
| 11    | 54     | Raw          | 31                | Alicia Fox                                        |                         |
| 11    | 55     | SmackDown    | 24                | Erick Rowan                                       |                         |
| 11    | 56     | Raw          | 32                | Dana Brooke                                       |                         |
| 11    | 57     | SmackDown    | 25                | Mojo Rawley                                       | (Selección de NXT)      |
| 11    | 58     | Raw          | 33                | Curtis Axel                                       |                         |
| 11    | 59     | SmackDown    | 26                | Carmella                                          | (Selección de NXT)      |
| 11    | 60     | Agente Libre |                   | Heath Slater                                      | No fue seleccionado     |

### Luchadores no disponibles para el Draft
Los siguientes luchadores fueron anunciados en WWE.com que no estarían dentro del Draft a pesar de estar en el elenco actual de ese entonces.
| Nombre         | Notas                                                                                    |
| -------------- | ---------------------------------------------------------------------------------------- |
| Brie Bella     | Inactiva:extraoficialmente retirada.                                                     |
| Emma           | Inactiva: lesión de columna vertebral.                                                   |
| Luke Harper    | Inactivo: lesión de rodilla derecha.                                                     |
| Rosa Mendes    | Inactiva: tiempo de maternidad.                                                          |
| Nikki Bella    | Inactiva: lesión de cuello.                                                              |
| The Rock       | Apariciones especiales                                                                   |
| Ryback         | Inactivo                                                                                 |
| Tamina         | Inactiva: lesión por ruptura de ligamentos.                                              |
| Triple H       | Jefe de Operaciones (storyline), Vicepresidente Ejecutivo, Dueño minoritario y Productor |
| Tyson Kidd     | Inactivo: lesión en la médula espinal.                                                   |
| The Undertaker | Apariciones especiales                                                                   |

### Selecciones de Draft para los equipos de transmisión
El mismo día del Draft, WWE.com anunció los equipos de transmisión para sus 4 programas principales televisados 
| Marca      | Nombres                                                | Notas                    |
| ---------- | ------------------------------------------------------ | ------------------------ |
| Raw        | Michael Cole, Byron Saxton & Corey Graves              | Narrador y comentaristas |
| Raw        | Jojo                                                   | Anunciadora del ring     |
| SmackDown  | Mauro Ranallo, John "Bradshaw" Layfield & David Otunga | Narrador y comentaristas |
| SmackDown  | Lilian García                                          | Anunciadora del ring     |
| Superstars | Tom Phillips & Corey Graves                            | Narrador y comentarista  |
| Superstars | Greg Hamilton                                          | Anunciador del ring      |
| Main Event | Tom Phillips & David Otunga                            | Narrador y comentarista  |
| Main Event | Greg Hamilton                                          | Anunciador del ring      |

### Consecuencias del Draft
- Los equipos The Wyatt Family, The Club, The Lucha Dragons y The Social Outcasts, fueron desintegrados a consecuencia del Draft.
- Después del Draft el Campeonato Mundial de la WWE y Campeonato Intercontinental pasaron a ser exclusivos de Smackdown y el Campeonato de los Estados Unidos, el Campeonato en Parejas de la WWE y el Campeonato Femenino de la WWE pasaron a ser exclusivos de Raw
- En Battleground, el Campeonato de los Estados Unidos se quedó bajo el poder de Raw mientras que, el Campeonato Intercontinental y el Campeonato Mundial de la WWE, se quedaron bajo el poder de SmackDown. El Campeonato Femenino de la WWE y el Campeonato en Parejas de la WWE, no estuvieron en disputa en el evento; por lo que, Raw conservó dichos campeonatos.
- El 25 de julio en Raw, se anunció la creación del Campeonato Universal de la WWE (como compensación a la pérdida del Campeonato Mundial de la WWE en Battleground), cuyo campeón fue Finn Bálor, que derrotó a Seth Rollins en SummerSlam, pero un día después en Raw, Bálor dejó el campeonato vacante, debido a una lesión en su hombro derecho. El 29 de agosto en Raw, Kevin Owens se coronó como nuevo campeón universal, derrotando a Seth Rollins, Roman Reigns y Big Cass, en un Fatal 4-way Elimination Match, gracias a la ayuda de Triple H, luego de que Triple H atacó con su "Pedigree" a Reigns y Rollins.
- El 23 de agosto en SmackDown, se anunció la creación del Campeonato Femenino de SmackDown de la WWE y del Campeonato en Parejas SmackDown de la WWE, ya que estas divisiones carecían de un campeonato en la marca señalada, las cuales serán coronados, el 11 de septiembre en Backlash. La Campeona inaugural fue Becky Lynch mientras que los Campeones inaugurales en Parejas fueron Heath Slater y Rhyno.
- El 16 de septiembre de 2016, se creó el Campeonato Crucero de la WWE y fue presentado en la final del torneo Cruiserweight Classic por Triple H. El ganador fue T.J. Perkins convirtiéndose en el primer campeón y el 19 de septiembre en Raw, debutó la división crucero como exclusiva de Raw.

## Campeonatos

### RAW
- Campeonato Universal de la WWE (Post-Draft)
- Campeonato Femenino de la WWE
- Campeonato de los Estados Unidos
- Campeonato en Parejas de la WWE
- Campeonato Crucero de la WWE (Post-Draft)

### SmackDown Live
- Campeonato Mundial de la WWE
- Campeonato Intercontinental
- Campeonato Femenino de SmackDown de la WWE  (Post-Draft)
- Campeonato en Parejas SmackDown de la WWE  (Post-Draft)